# Col·legiata de Santa Maria de Xàtiva
L'Església Col·legiata Basílica de Santa Maria, coneguda com La Seu, és l'església principal de la ciutat de Xàtiva, capital de la Costera, al País Valencià. Començà a construir-se el 1596. És l'edifici religiós més important de la ciutat. Després de la conquesta de Xàtiva de Jaume I l'antiga mesquita major va esdevenir església cristiana, dedicada a Santa Maria, com era costum en el rei, erigint-la en cap d'un dels tres ardiaconats i arxidiaconat de la diòcesi. El 1413, el papa Benet XIII l'elevà a la categoria de col·legiata, creant en ella quinze canonges, un degà, un sagristà i un cabiscol. És monument nacional des de 1931 i basílica menor des de 1973.

## Història

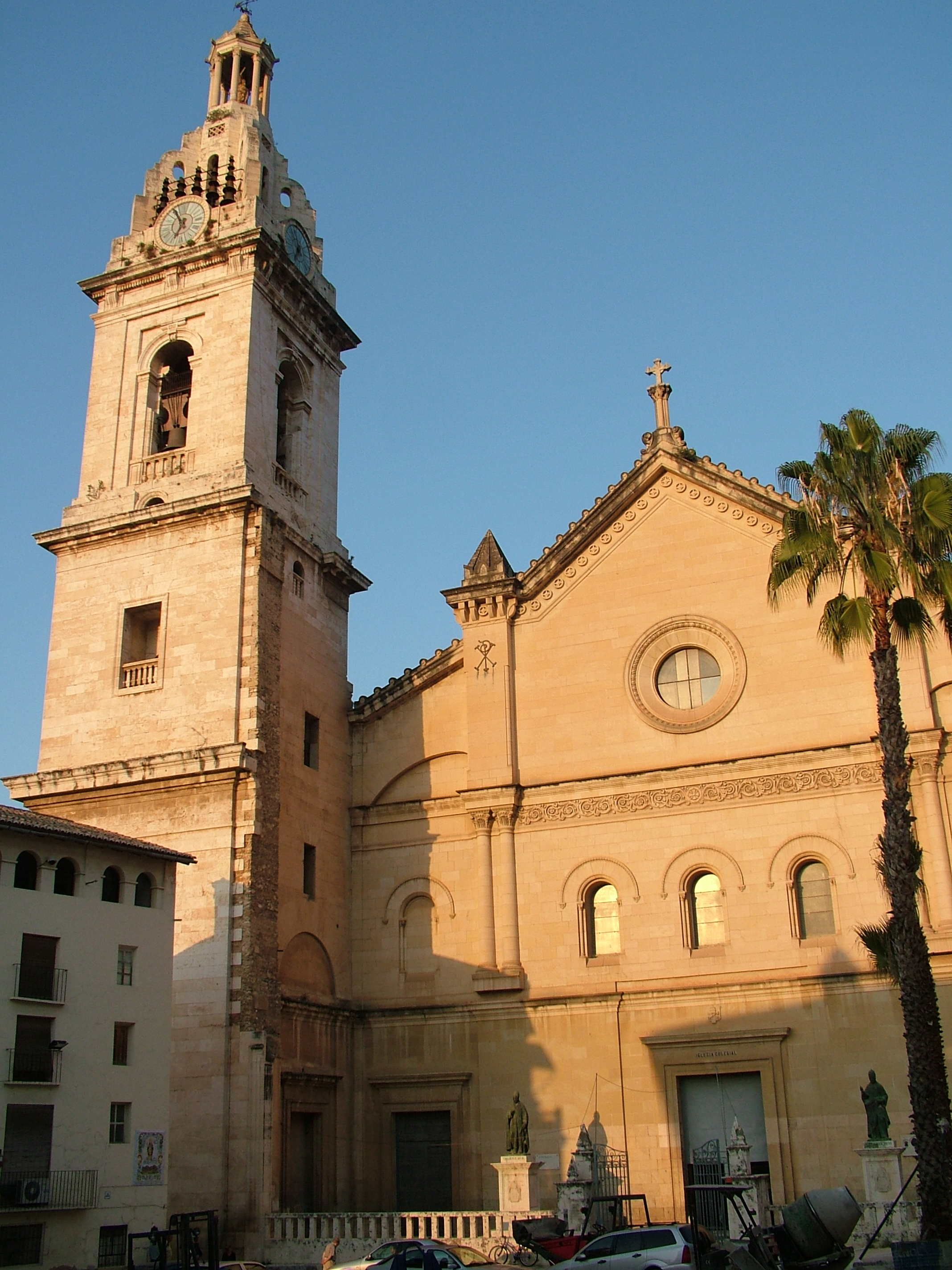
Façana de la Col·legiata

El Consell general i particular de la ciutat de Xàtiva el 16 de novembre de 1596 decideix construir una nova col·legiata, i en la festa de Sant Vicent Màrtir, el 22 de gener de 1598, es col·loca la primera pedra de la mà de l'arquebisbe de València Joan de Ribera.
La construcció s'interrompé moltes vegades, passant per diverses fases i ha durat quasi tres-cents anys. La Seu es va concebre com l'obra més esplèndida de la ciutat, pensant en dimensions catedralícies amb la idea de recuperar l'antic bisbat de Xàtiva.
L'any 1966 el Papa Pau VI en 1966 va concedir l'ús de la mitra abacial, anell i bàcul a l'abat del Capítol Col·legial. El mateix Papa el 1973 va declarar Basílica menor a la Col·legiata i el 2 de febrer de 1974 l'arquebisbe de València va consagrar el temple.

## Arquitectura
L'edifici és de proporcions catedralícies, de planta de creu llatina, amb una longitud de 86 metres, 56 m d'amplada en el creuer i una llum de la nau de 16 m.
Consta d'una nau central i dues laterals on s'obrin quatre capelles en cadascuna. Sobre el creuer s'alça una cúpula de ferro i ciment que substitueix l'original de carreus que es va ensorrar el 1886. La continuació de les naus es resol amb un deambulatori que envolta el presbiteri i on s'obrin nou capelles radials.
L'estil de l'interior es podria adscriure a la influència herreriana per la seua austeritat semblant a la del Monestir de l'Escorial. La nau central es cobreix amb una volta de canó amb llunetes i les laterals amb voltes bufades.
L'església té quatre portades, totes de carreus i monumentals: la de l'absis (o del mercat), d'adscripció serliana feta en 1600; les dues laterals, bessones i exemple destacat del barroc valencià; i la façana principal, construïda amb elements romànics i romans d'Orient i acabada el 1920 (obra de Lluís Ferreres).
La primera pedra del campanar es col·locà el 2 de juliol de 1796 i s'acabà el 1877. Mesura 69 metres d'alçada i és el segon més alt de tot el País Valencià.